# The Miracle Man (film, 1932)
Pour plus de détails, voir Fiche technique et Distribution.
The Miracle Man est un film américain réalisé par Norman Z. McLeod, sorti en 1932. Il s'agit du remake du film Le Miracle. 

## Synopsis

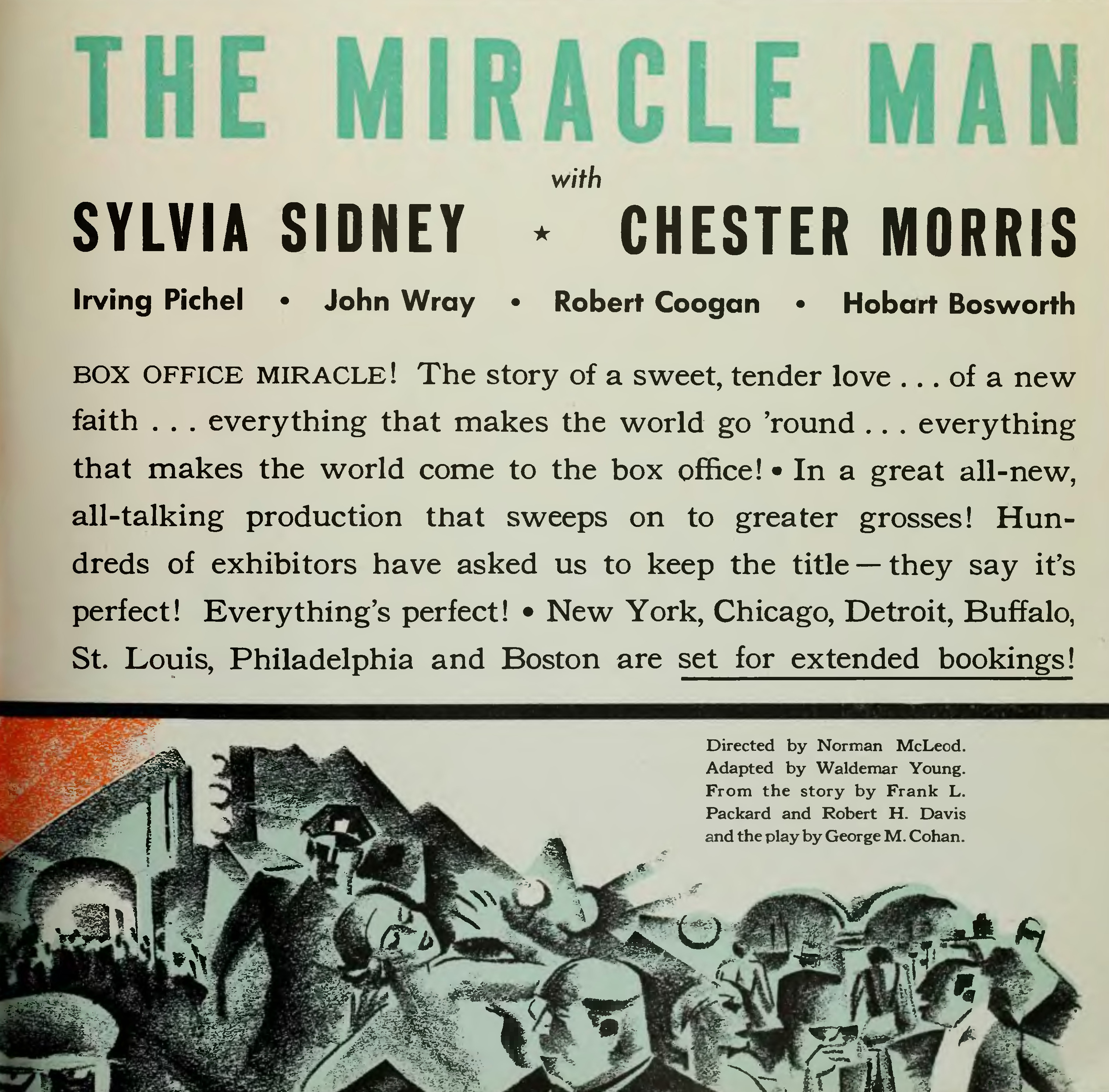
Annonce pour le film.

Doc, un escroc de Chinatown, doit fuir lorsque Nikko, un propriétaire de bazar local, tombe amoureux de la complice de Doc, Helen Smith, raison pour laquelle Doc manque de le tuer. Sous le nom de John Madison, Doc se cache à Meadville en Californie où il rencontre le Patriarche local qui se présente comme guérisseur. Espérant tirer profit de la réputation du Patriarche, Doc fait appel à Helen pour qu'elle se fasse passer pour la petite nièce du Patriarche, Helen Vail et elle est rejointe par ses collègues escrocs, un contorsionniste et Harry Evans, un pickpocket. Doc met en scène un simulacre de miracle dans lequel Grenouille est transformée d'un état infirme à une parfaite santé. 
Au même moment, le Patriarche guérit les vrais infirmes Bobbie Holmes et Margaret Thornton, qui est venue à Meadville avec son frère millionnaire Robert pour bénéficier du remède miracle du Patriarche. Les miracles provoquent une grande ferveur dans la population et Doc collecte de l'argent au nom d'Helen auprès de nombreux croyants, soi-disant pour construire une chapelle. Robert tombe amoureux d'Helen et une nuit, ils échouent sur son yacht. Doc entre dans une colère jalouse et prévoit de tuer Robert. Plus tard, le patriarche est sur le point de mourir et Helen, Grenouille et Harry refusent de soutenir les efforts d'extorsion de Doc. Ce dernier est sur le point de s'enfuir avec l'argent de la chapelle, lorsque Robert lui dit qu'il a demandé Helen en mariage mais qu'elle a refusé parce qu'elle aime Doc. Soudain désolé de sa cupidité, Doc rend l'argent et jure son amour à Helen alors que le patriarche meurt.

## Fiche technique
- Titre : The Miracle Man
- Réalisation : Norman Z. McLeod
- Scénario : Waldemar Young et Samuel Hoffenstein
- Photographie : David Abel
- Son : Eugene Merritt
- Pays de production : États-Unis
- Genre : drame
- Date de sortie : 1932

## Distribution
- Sylvia Sidney : Helen Smith alias Helen Vail
- Chester Morris : John 'Doc' Madison
- Robert Coogan : Bobbie Holmes
- John Wray : The Frog
- Ned Sparks : Harry Evans
- Hobart Bosworth : le patriarche
- Lloyd Hughes : Robert Thornton
- Virginia Bruce : Margaret Thornton
- Boris Karloff : Nikko
- Irving Pichel : Henry Holmes
- Florine McKinney : Betty Higgins

Acteurs non crédités
- Jane Keckley
- Robert Parrish : Bellhop
- Bodil Rosing
- Jackie Searl : un enfant à la gare de Meadville